# Die Like a Dog Quartet
 (novembre 2013).
Si vous disposez d'ouvrages ou d'articles de référence ou si vous connaissez des sites web de qualité traitant du thème abordé ici, merci de compléter l'article en donnant les références utiles à sa vérifiabilité et en les liant à la section « Notes et références ».
Die Like a Dog Quartet est un groupe de free jazz fondé en 1993 par Peter Brötzmann, avec Toshinori Kondo (en) à la trompette, William Parker à la contrebasse, et Hamid Drake à la batterie. 

## Style
Le premier album, Fragments of Music, Life and Death of Albert Ayler sortie en 1994 s’inspire de la musique d'Albert Ayler et lui rend hommage au travers des citations de titres tels que Prophet, Ghosts, Spirits ou Bells.
Le son du groupe est moins violent que la plupart des travaux du saxophoniste, notamment grâce à la présence d'Hamid Drake. ainsi qu'au travail de Toshinori Kondo qui utilise des outils électroniques combinés à sa trompette. Sur l'album From Valley To Valley sorti en 1999 (sur Eremite Records), Toshinori Kondo est remplacé par le trompettiste Roy Campbell.
Die Like a Dog se produit régulièrement sous forme de trio avec Peter Brötzmann, William Parker et Hamid Drake.

## Discographie
- 1994 : Fragments Of Music, Life And Death Of Albert Ayler, 1994 chez FMP
- 1998 : Little Birds Have Fast Hearts No. 1, 1998 chez FMP
- 1999 : Little Birds Have Fast Hearts No. 2, 1999 chez FMP
- 1999 : From Valley To Valley, 1999 chez Eremite Records
- 2002 : Aoyama Crows, 2002 chez FMP
- 2007 : The Complete FMP Recordings, 2007 chez Jazzwerkstatt
- 2011 : Close Up, 2011 chez FMP